# Otro le Travaladna
Otroletravaladna (leyéndolo al revés se puede entender: Andalavartelorto) es el cuarto álbum de estudio editado por la banda de rock argentina Divididos, lanzado en el año 1995 por la discográfica Interdisc. El álbum fue grabado entre julio y agosto de aquel año, en Buenos Aires y Nueva York, por la tercera formación de la banda (Ricardo Mollo, Diego Arnedo y Jorge Araujo). Cansados del éxito tan explosivo que tuvo la banda con el disco La era de la boludez, se buscó armar un trabajo experimental y "horrible por dentro" (según Ricardo Mollo) para poder quitarse de encima a la gente del mundo discográfico, y a esa fama tan irritante que la banda se había creado. La portada del álbum fue dibujada por el famoso humorista gráfico e historietista argentino Caloi.

## Grabación
No era de esperarse que luego de alcanzar la cima con La era de la boludez Divididos iba a afrontar ciertos inconvenientes y disputas internas. Más allá de presentaciones multitudinarias durante todo 1994 y el verano de 1995 se dieron una serie de internas que llegaron a poner en duda la continuidad del grupo. Estos conflictos derivaron en el alejamiento de Federico Gil Sola y la incorporación del baterista Jorge Araujo, proveniente del grupo Monos con Navajas. En septiembre de ese año viajarían a Nueva York para grabar su cuarto larga duración Otroletravaladna (leer de atrás para adelante para encontrarle sentido), el título es un mensaje a la masificación comercial de su música con la cual no se sentían del todo cómodos por ese entonces y los llevó a ignorar la veta comercial y editar un poco más experimental.
El comienzo con “Tomando mate en La Paz” es puramente Divididos, uno de los mejores momentos del disco y un clásico en los shows de Divididos. En “Volver ni a palos” encontramos la primera sorpresa del álbum un tango a lo Divididos, con resultado bastante satisfactorio, “Basta fuerte” contiene un solo de guitarra aplanador y una complejidad única. Le sigue “15-5” acústica y relajante para luego caer en un declive con las experimentales y hasta bizarras “Bolero coya/Por el aire como un tiburón” y “Por el aire como un tiburón/Pachanga coya”. En la segunda parte del disco podemos rescatar “Mimoso a marzo”, “Agua en Buenos Aires” (ambas con vocalización de Mollo) y la pegadiza “Hace que hace” la primera canción cantada enteramente por Diego Arnedo. Por último, encontramos “Andá lavartelos” que da título al disco, y la instrumental “Abajo solo”.
Claramente Otroletravaladna no es un disco para todos, es 0% comercial, no es el que representa la música de Divididos a lo largo de su trayectoria, pero alcanza picos bastante altos de creatividad y a nivel general es un buen disco reconocido por la crítica especializada más que por sus fanáticos.

## Presentación
La gira para presentar Otroletravaladna y el recopilatorio Divididos comenzó el 15 de diciembre de 1995 y terminó el 28 de febrero de 1998. Esta es la primera gira que realizaron con el baterista Jorge Araujo, ya que Federico Gil Solá se retiró por una pelea con Ricardo Mollo. La presentación oficial de este disco fue el 15 de diciembre de 1995 en un Obras casi lleno, debido a que el disco no tuvo tanto éxito como se esperaba.

## Lista de canciones
Todas las canciones compuestas por Ricardo Mollo y Diego Arnedo excepto donde se indica.

| N.º   | Título                                                                | Duración |  |
| 1.    | «Tomando Mate En La Paz» (Mollo, Arnedo, Jorge Araujo)                | 4:23     |  |
| 2.    | «Volver Ni A Palos»                                                   | 2:55     |  |
| 3.    | «Basta Fuerte»                                                        | 4:55     |  |
| 4.    | «15-5»                                                                | 2:24     |  |
| 5.    | «Bolero Coya - Por El Aire Como Un Tiburón» (Mollo, Arnedo, Araujo)   | 1:30     |  |
| 6.    | «Por El Aire Como Un Tiburón - Pachanga Coya» (Mollo, Arnedo, Araujo) | 2:57     |  |
| 7.    | «Mimoso A Marzo»                                                      | 4:02     |  |
| 8.    | «Agua En Buenos Aires»                                                | 5:25     |  |
| 9.    | «Tatú Carreta»                                                        | 2:06     |  |
| 10.   | «Hace Que Hace»                                                       | 2:57     |  |
| 11.   | «Andá A Lavartelos»                                                   | 1:03     |  |
| 12.   | «Abajo Solo»                                                          | 4:16     |  |
| 38:58 |                                                                       |          |  |

## Integrantes
Divididos
- Ricardo Mollo: Guitarra y voz
- Diego Arnedo: Bajo y voz
- Jorge Araujo: Batería